# Boettgerilla compressa
Boettgerilla compressa – gatunek nagiego ślimaka trzonkoocznego z rodziny boettgerillowatych (Boettgerillidae). Gatunek typowy rodzaju Boettgerilla. Występuje w górach Kaukazu na terenie Gruzji.
Ciało niebieskoszare lub szare, wąskie, robakowate, o długości do 55 mm. Wzdłuż grzbietu przechodzi wyraźnie zaznaczony kil. Około 1/3 długości ciała, w tym zredukowaną muszlę, osłania płaszcz. Nad otworem odbytowym leżą 2 charakterystyczne bruzdy.